# Tsitsikamma (geslacht)
Tsitsikamma is een geslacht van sponsdieren uit de klasse van de Demospongiae (gewone sponzen).

## Soorten
- Tsitsikamma favus Samaai & Kelly, 2002
- Tsitsikamma pedunculata Samaai, Gibbons, Kelly & Davies-Coleman, 2003
- Tsitsikamma scurra Samaai, Gibbons, Kelly & Davies-Coleman, 2003